# Полідарівка
Полідарівка — село в Україні, у Іванківській селищній громаді Вишгородського району Київської області. Населення становить 34 особи.
```
Назва утворена від прізвища пана Полідора (дав.-гр. Πολύδωρος)
 
— 
наймолодший син Пріама й Гекаби. За «Іліадою», Полідора вбив Ахіллес,
 слово часто вживається в назвах компаній і ресторанів Європи), якому Петром І були передані ці землі з переселеними сім'ями польських і литовських селян.
```

## Географія
На півному сході від села беруть початок  річки: Термахівочка, ліва притока Болотної; Грузька, права притока Полудниці.

## Історія
Станом на 1834 рік із білоруської і литовської шляхти, осілої в північно-східній частині Радомишльського повіту, виділяється група (14,4%) в селах Полідарівка, Розважів, Сидоровичі та інших на річці Жерева (притока Тетерева). Прізвища: Барановські, Березовські, Волотовські, Жебровські, Салімські, Захаревич, Корбут тощо, — ще збереглися до цих часів. На цвинтарі с. Полідарівка лежать 5 мармурових плит датованих серединою XVIII ст. За переказами ці плити були вкладені пізніше на кургани, що насипали після бою козаки на могили своїх загиблих побратимів. Землю на кургани носили у шапках і в подолі. На жаль, точних відомостей про бій віднайти не вдалося. 
- кін. XVII століття — Розважів з навколишными селами (в тому числі і Полідарівка) належав Лукашу Рибчинському, підкоморію Київському, а по смерті сина його, шамбеляну короля пруського, Івану і онукові Луці.[2]
- 1834 рік - в слободі Полідарівка проживає шляхта, яка носить прізвища:

- Барановські (отрим.дворянство),
- Березовські
- Братковські (отрим.дворянство),
- Волотовські (отрим.дворянство),
- Грінцевичі,
- Гурневичі,
- Жебровські,
- Загоровські,
- Корбути,
- Маковецькі,
- Реути,
- Севруки (отрим.дворянство),
- Смоличі (отрим.дворянство),
- Старжинські (Старшинські) (отрим.дворянство),
- Шуляковські,
- Шуневичі та інші.

- з 1858 року належить дочці Луки — Емілії Понтус. Слобода Полідарівка зарахована до Розважевської православної церкви. Церква ( в Розважеві ) дерев'яна, в ім'я Різдва Пресвятої Богородиці, побудована у 1838 році на місці згорілої. Колишня церква при трьох куполах з соснового дерева, була побудована 1723 року, а згоріла у 1830-у. У Розважеві знаходиться латинський дерев'яний прихідський костел, побудований на початку цього століття шамбеляном Рибінським, при ньому за заповітом будівельника у 1803 році, будинок для утримання інвалідів римського сповідання.[2]
- 1864 рік — Полідарівка, у 12-ти верстах на північ від Розважева. Мешканців обох статей православних 336, римських католиків 100. Ті й інші складаються з дворян або околичної польської шляхти, що платять власниці маєтку чинш.

У Розважеві знаходиться резиденція поміщика, якому також належить село Полідарівка і 3790 десятин землі.
- 1900 рік — Полідарівка слобода (колишня власницька), Розважевськоі волості, Радомишльського повіту (уѣзда), Київської губернії.

Має 69 дворів, жителів  чоловічої та жіночої статі – 422 особи, 
- з них чоловіків - 210
- жінок – 212.

Головне заняття мешканців — землеробство. Відстань від повітового (уѣздного) міста до слободи – 69 верст, від найближчих: залізничної станції Київ – 104 версти, парохідної Глібівка — 59 верст, телеграфної Іванків – 26 верст, поштової (казенної) с.Кухарі — 24 верст, поштової (земської) Розважів — 14 верст. В слободі нараховується землі 892 десятин, що належить чиншовикам. Господарство ведуть чиншовики самостійно по трипільній системі. Слобода має: 1 школу грамоти і 3 повітряних млини.
- поч. ХХ століття - в слободі Полідарівка проживали сім’ї, які носили прізвища: Березовські,  значною Братковські, Забродські, Корбути, Кулаківські, Маковецькі, Севруки, Старжинські та інші.[5]
- 7 (20) листопада 1917 року, відповідно до Третього Універсалу Української Центральної Ради, увійшло до складу Української Народної Республіки[6].
- 17 листопада 1921 — під час Листопадового рейду через Полідарівку проходила Волинська група(командувач — Юрій Тютюнник) Армії Української Народної Республіки.[7]
- у 1943 році — Полідарівкою проходило партизанське об'єднання Ковпака.

До 50-х років XX ст. село входило до складу Розважівського району.
12 червня 2020 року, відповідно до розпорядження Кабінету Міністрів України № 715-р «Про визначення адміністративних центрів та затвердження територій територіальних громад Київської області», увійшло до складу Іванківської селищної територіальної громади.
19 липня 2020 року, в результаті адміністративно-територіальної реформи та ліквідації Іванківського району, село увійшло до складу новоутвореного Вишгородського району.
З кінця лютого до 1 квітня 2022 року під час російсько-української війни село було окуповане російськими військами.

## Населення

### Мова
Розподіл населення за рідною мовою за даними перепису 2001 року:
| Мова       | Відсоток |
| ---------- | -------- |
| українська | 100%     |